# Dimorphanthera prainiana
Dimorphanthera prainiana är en ljungväxtart som beskrevs av J. J. Smith. Dimorphanthera prainiana ingår i släktet Dimorphanthera och familjen ljungväxter. Inga underarter finns listade i Catalogue of Life.